# Ramir Rocamora Bernat

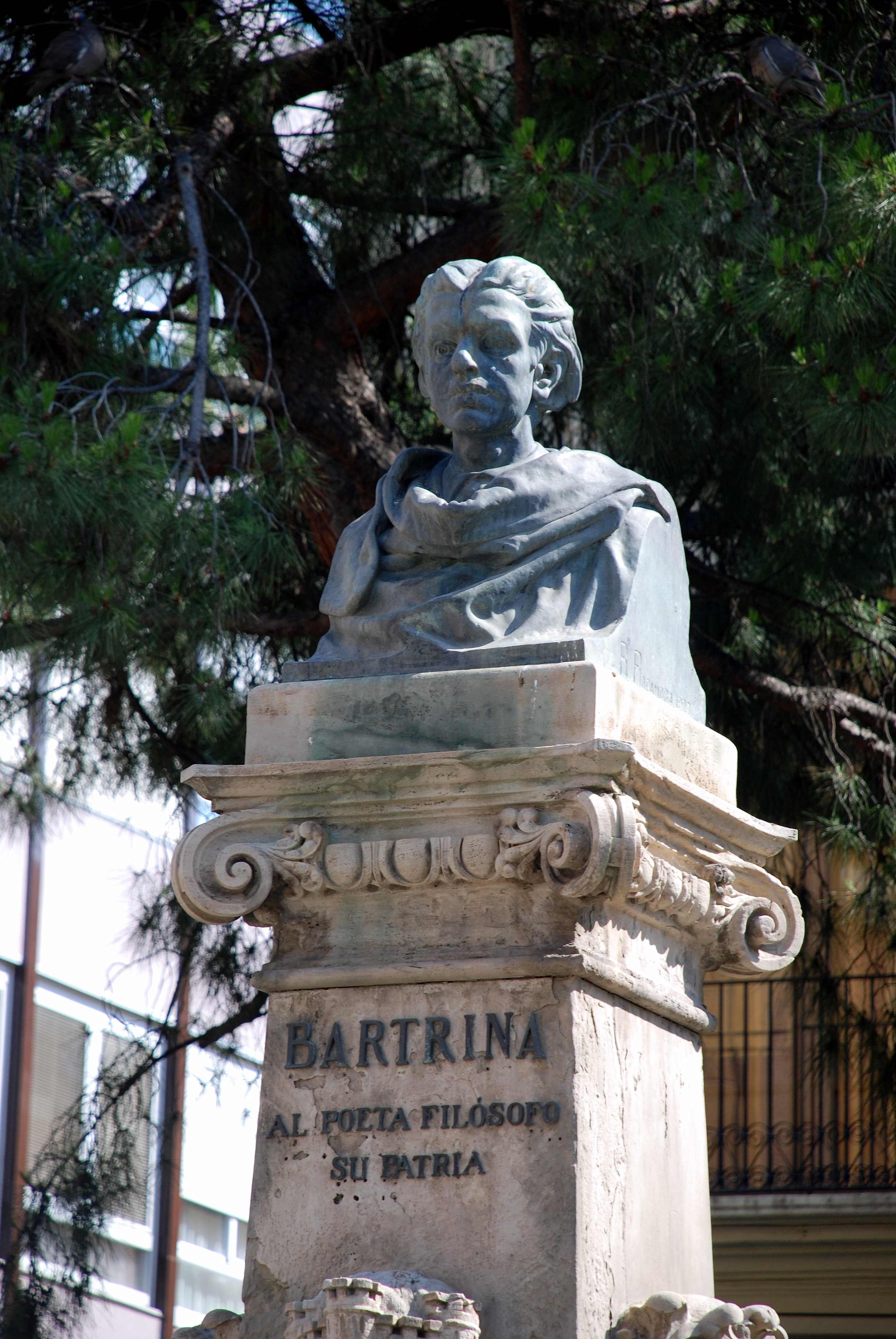
Monument a Bartrina, de Ramir Rocamora

Ramir Rocamora Bernat va ser un notable escultor català nascut a Reus el 2 de febrer de 1877, que va viure a cavall entre el segle xix i el segle xx. Va ser deixeble de Ramon Casals i Vernis i estudià també a l'Escola de Belles Arts de Barcelona. Va perfeccionar el seu talent a París amb una beca de l'Ajuntament de Reus.
Va fer diverses exposicions. Començà el 1896 a l'Exposició Internacional d'Art a Barcelona, a Madrid el 1907 a l'Exposició de Belles Arts, i el 1908 a l'exposició internacional de Barcelona. A la Sala Parés el 1914 va tenir èxit amb una exposició individual i després es presentà a diverses exposicions col·lectives, la més coneguda, l'Exposició de Primavera a Barcelona del 1932. És autor, entre altres obres, de Vell captaire a la porta d'una església, Sant Josep i el nen Jesús, Sant Francesc i de diversos retrats d'Alfons XIII. A la seva ciutat natal hi ha dues obres seves: el bust de Bartrina a la plaça de Catalunya i el d'Evarist Fàbregas al Centre de Lectura.
Encara que va esculpir obres de bon nivell no va arribar a obtenir un reconeixement general. La seva ciutat li va dedicar un carrer, i a Barcelona hi ha una plaça amb el seu nom. Va llegar els seus dibuixos i obres a la ciutat de Reus, però en la postguerra van desaparèixer i no se n'ha sabut mai més res. Va morir a Verges el 3 d'octubre de 1939.